# ۵۴۱ (قمری)
۵۴۱ (قمری)، پانصد و چهل و یکمین سال در گاهشماری هجری قمری است. اول محرم این سال برابر با بیستم ژوئن سال ۱۱۴۶ میلادی است.

## درگذشتگان
- ۵۴۱ - ابوالقاسم مالینی، محدث و فقیه.